# Michael Raven
Pour les articles homonymes, voir Raven.
Michael Raven, né en 1969, est un réalisateur de films pornographiques américain, membre de l'AVN Hall of Fame.

## Biographie
Alors qu'il travaille comme vendeur de voiture, Michael Raven rencontre l'actrice Sydnee Steele, à laquelle il vend une Mazda. Ils se découvrent un intérêt commun pour la pornographie et l'échangisme, se marient, et s'installent à Los Angeles pour transformer leurs centres d'intérêt en carrière. Leur mariage durera 10 ans. Il a également été marié avec l'actrice pornographique Julia Ann, le 21 juin 2003, mais a divorcé depuis.

## Distinctions
- AVN Awards 2001 :
  - Meilleur montage - Film (Best Editing - Film) pour Watchers (avec Sammy Slater)
  - Meilleur scénario - Film (Best Screenplay - Film) pour Watchers (avec George Kaplan)
- AVN Awards 2003 :
  - Meilleur réalisateur - Vidéo (Best Director - Video) pour Breathless (Wicked Pictures)
  - Meilleur scénario - Vidéo (Best Screenplay - Video) pour Breathless (avec Devan Sapphire)
- AVN Awards 2004 :
  - Meilleur réalisateur - Vidéo (Best Director - Video) pour Beautiful (Wicked Pictures)[3]
  - Meilleur scénario - Vidéo (Best Screenplay - Video) pour Beautiful (avec George Kaplan)[3]